# Leopoldo I (duque de Austria)

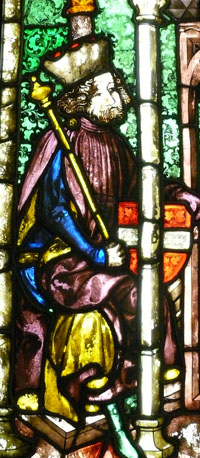
Leopoldo I, Duque de Austria

Leopoldo I (4 de agosto de 1290 - 28 de febrero de 1326) de la Casa de Habsburgo fue duque de Austria y Estiria, como cogobernante con su hermano mayor, Federico el Hermoso, desde 1308 hasta su muerte. Nacido en Viena, fue el tercer hijo del rey Alberto I de Alemania e Isabel de Gorizia-Tirol.

## Vida
Después de la muerte de su hermano mayor el duque Rodolfo III en 1307 y el asesinato del rey Alberto en 1308, Leopoldo se convirtió en jefe de la dinastía de los Habsburgo y administrador de los territorios de origen en Suabia, donde comenzó una campaña de represalia contra los asesinos de su padre. El enérgico hombre convergió con la casa real de Luxemburgo y acompañó al rey Enrique VII en su campaña italiana. En 1311 ayudó a reprimir una revuelta Guelfa en Milán dirigida por Guido della Torre y a sitiar la ciudad de Brescia.
Tras la muerte del emperador Enrique, apoyó firmemente a su hermano Federico en la elección de 1314 como Rey de los romanos. A pesar de todos los esfuerzos (y sobornos), los Habsburgo solo obtuvieron los votos de cuatro príncipes electores, mientras que Luis IV de Wittelsbach, con el apoyo de los luxemburgueses, fue elegido por cinco. En el siguiente conflicto armado entre los rivales, las fuerzas de Leopoldo apoyaron las afirmaciones de su hermano. En su patria ancestral sin embargo, él fue derrotado de manera decisiva por la Confederación Suiza en la Batalla de Morgarten de 1315.
Cuando Federico y su hermano menor Enrique fueron capturados en la Batalla de Mühldorf de 1322, Leopoldo luchó por su liberación. Entró en negociaciones con el rey Luis IV e incluso entregó la Regalía Imperial que había conservado en el castillo de Kyburg. Los parlamentos fracasaron y Leopoldo continuó atacando a las fuerzas bávaras de Luis, que sin éxito sitiaron la ciudad suaba de Burgau en 1324. Después de que el rey no hubiera logrado la aprobación de su elección por el Papa Juan XXII, incluso fue prohibido, liberó a Federico en 1325. Sin embargo, el prisionero tuvo que prometer jurar a su hermano que reconocería a Luis como su soberano, lo cual Leopoldo rechazó. Federico como un hombre de honor regresó voluntariamente a la corte bávara, donde él y Luis finalmente acordaron una regla conjunta.
Leopoldo murió en Straßburg poco después, a la edad de 35 años. Sus restos fueron enterrados en el Monasterio Königsfelden en la ciudad suiza de Windisch en Aargau.

## Matrimonio e hijos

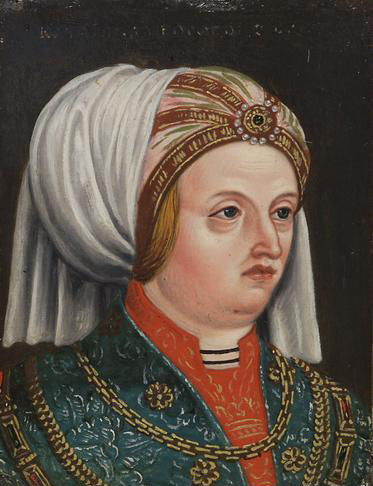
Catalina de Saboya

En 1315, Leopoldo se casó con Catalina de Saboya (1284-1336), hija de Amadeo V, conde de Saboya, con su segunda esposa, María de Brabante. Tuvieron dos hijas:
1. Catalina de Austria (1320-1349), que se casó con Enguerrand VI, señor de Coucy.
2. Inés de Austria (1322-1392), que se casó con Bolko II, duque de Świdnica.

- Datos: Q223421
- Multimedia: Leopold I, Duke of Austria / Q223421